# ارنست لارسن
ارنست لارسن (انگلیسی: Ernst Larsen; ۱۸ ژوئیهٔ ۱۹۲۶ – ۲ دسامبر ۲۰۱۵) دونده دو استقامت اهل نروژ بود.